# Бюльбюль масковий
Бюльбю́ль масковий (Arizelocichla striifacies) — вид горобцеподібних птахів родини бюльбюлевих (Pycnonotidae). Мешкає в Кенії і Танзанії. Раніше вважався підвидом смугастощокого бюльбюля.

## Поширення і екологія
Маскові бюльбюлі живуть в гірських тропічних лісах.